# Vlagyimir Ivanovics Fjodorov
Vlagyimir Ivanovics Fjodorov, oroszul: Владимир Иванович Фёдоров (Urtaszaraj, 1955. január 5. – Dnyeprodzerzsinszk, 1979. augusztus 11.) olimpiai bronzérmes szovjet válogatott üzbegisztáni orosz labdarúgó, csatár.

## Pályafutása

### Klubcsapatban
1972 és 1979 között a taskenti Pahtakor labdarúgója volt, ahol 176 bajnoki mérkőzésen 42 gólt szerzett.

### A válogatottban
1974 és 1978 között 18 alkalommal szerepelt a szovjet válogatottban. Az olimpiai válogatottban 1975–76-ban hét alkalommal játszott és egy gólt szerzett. Tagja volt az 1976-os montréali olimpián bronzérmes együttesnek.

## Halála
1979. augusztus 11-én Dnyeprodzerzsinszk közelében légikatasztrófa áldozata lett a Pahtakor csapatával a Gyinamo Minszk elleni élvonalbeli mérkőzésről hazautazóban.

## Sikerei, díjai
Szovjetunió
- Olimpiai játékok
  - bronzérmes: 1976, Montréal

## Statisztika

### Klubpályafutás
| Csapat   | Ország      | Bajnokság     | Idény    | Mérk. | Gól |
| -------- | ----------- | ------------- | -------- | ----- | --- |
| Pahtakor | Szovjetunió | Vtoraja liga  | 1972     | 30    | 7   |
| Pahtakor | Szovjetunió | Viszsaja liga | 1973     | 26    | 2   |
| Pahtakor | Szovjetunió | Viszsaja liga | 1974     | 28    | 9   |
| Pahtakor | Szovjetunió | Viszsaja liga | 1975     | 21    | 5   |
| Pahtakor | Szovjetunió | Vtoraja liga  | 1976     | 16    | 0   |
| Pahtakor | Szovjetunió | Vtoraja liga  | 1977     | 22    | 9   |
| Pahtakor | Szovjetunió | Viszsaja liga | 1978     | 15    | 7   |
| Pahtakor | Szovjetunió | Viszsaja liga | 1979     | 18    | 3   |
| Összesen | Összesen    | Összesen      | Összesen | 176   | 42  |

### Mérkőzései a szovjet válogatottban
| Szovjetunió | Szovjetunió       | Szovjetunió                            | Szovjetunió   | Szovjetunió | Szovjetunió | Szovjetunió          | Szovjetunió | Szovjetunió |
| #           | Dátum             | Helyszín                               | Hazai         | Eredmény    | Vendég      | Kiírás               | Gólok       | Esemény     |
| ----------- | ----------------- | -------------------------------------- | ------------- | ----------- | ----------- | -------------------- | ----------- | ----------- |
| 1.          | 1974. október 30. | Dublin, Dalymount Park                 | Írország      | 3 – 0       | Szovjetunió | Eb-selejtező         | -           | 59'         |
| 2.          | 1975. április 2.  | Kijev, Központi stadion                | Szovjetunió   | 3 – 0       | Törökország | Eb-selejtező         | -           | 80'         |
| 3.          | 1975. május 18.   | Kijev, Központi stadion                | Szovjetunió   | 2 – 1       | Írország    | Eb-selejtező         | -           | 84'         |
| 4.          | 1976. március 10. | Kassa, Všešportový areál               | Csehszlovákia | 2 – 2       | Szovjetunió | barátságos           | -           | 46'         |
| 5.          | 1976. március 20. | Kijev, Központi stadion                | Szovjetunió   | 0 – 1       | Argentína   | barátságos           | -           | 46'         |
| 6.          | 1976. március 24. | Szófia, Vaszil Levszki Nemzeti Stadion | Bulgária      | 0 – 3       | Szovjetunió | barátságos           | -           | 85'         |
| 7.          | 1976. július 19.  | Montréal, Olimpiai Stadion             | Kanada        | 1 – 2       | Szovjetunió | olimpiai D csoport   | -           | 73'         |
| 8.          | 1976. július 23.  | Ottawa, Lansdowne Park (CAN)           | Észak-Korea   | 0 – 3       | Szovjetunió | olimpiai D csoport   | -           | 66'         |
| 9.          | 1976. július 25.  | Sherbrooke, Municipal Stadium (CAN)    | Irán          | 1 – 2       | Szovjetunió | olimpiai negyeddöntő | -           |             |
| 10.         | 1976. július 27.  | Montréal, Olimpiai Stadion (CAN)       | NDK           | 2 – 1       | Szovjetunió | olimpiai elődöntő    | -           | 71'         |
| 11.         | 1977. március 20. | Tunisz, Stade El Menzah                | Tunézia       | 0 – 3       | Szovjetunió | barátságos           | -           | 79'         |
| 12.         | 1977. március 23. | Belgrád, JNA Stadion                   | Jugoszlávia   | 2 – 4       | Szovjetunió | barátságos           | -           |             |
| 13.         | 1977. április 24. | Moszkva, Központi Lenin Stadion        | Szovjetunió   | 2 – 0       | Görögország | vb-selejtező         | -           | 83'         |
| 14.         | 1977. április 30. | Budapest, Népstadion                   | Magyarország  | 2 – 1       | Szovjetunió | vb-selejtező         | -           |             |
| 15.         | 1977. május 10.   | Szaloniki, Kaftanzogliu-stadion        | Görögország   | 1 – 0       | Szovjetunió | vb-selejtező         | -           | 65'         |
| 16.         | 1977. július 28.  | Lipcse, Zentralstadion                 | NDK           | 2 – 1       | Szovjetunió | barátságos           | -           | 70'         |
| 17.         | 1978. március 8.  | Frankfurt, Waldstadion                 | NSZK          | 1 – 0       | Szovjetunió | barátságos           | -           | 75'         |
| 18.         | 1978. május 14.   | Bukarest, Augusztus 23. Stadion        | Románia       | 0 – 1       | Szovjetunió | barátságos           | -           | 46'         |
|             | Összesen          |                                        |               | 18          | mérkőzés    |                      | 0           | gól         |